# Franco Riccardi (Fechter)

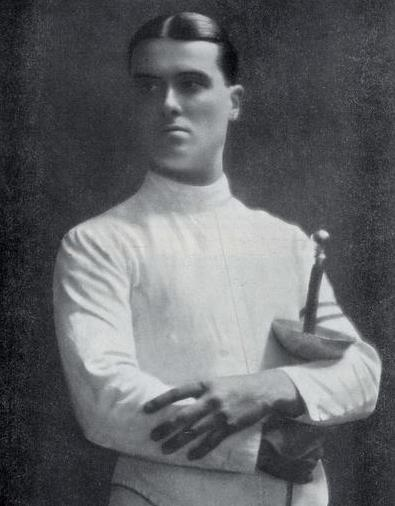
Der italienische Fechter Franco Riccardi

Franco Riccardi (* 13. Juni 1905 in Mailand; † 24. Mai 1968 in San Colombano al Lambro) war ein italienischer Degenfechter. Er gewann drei Goldmedaillen bei Olympischen Spielen und war zweimal Weltmeister.

## Erfolge
Riccardi war Teilnehmer der Olympischen Spiele 1928 in Amsterdam. Dort gewann er die Goldmedaille mit der Degen-Mannschaft. Riccardi gewann 1929 bei den Internationalen Meisterschaften in Neapel Bronze im Einzel, 1930 bei den Internationalen Meisterschaften in Lüttich Silber mit der Mannschaft und wurde 1931 in Wien Mannschaftsweltmeister.
Bei den Olympischen Spielen 1932 in Los Angeles konnte die Mannschaft ihren Sieg vor vier Jahren nicht wiederholen, gewann aber Silber hinter der französischen Equipe. 1933 wurde sie in Kopenhagen erneut Mannschaftsweltmeister. 1934 bei den Internationalen Meisterschaften in Warschau wurde es Silber.
Bei den Olympischen Spielen 1936 wurde Riccardi Doppelolympiasieger im Einzel und mit der Mannschaft.